# Papel de imprimir y escribir

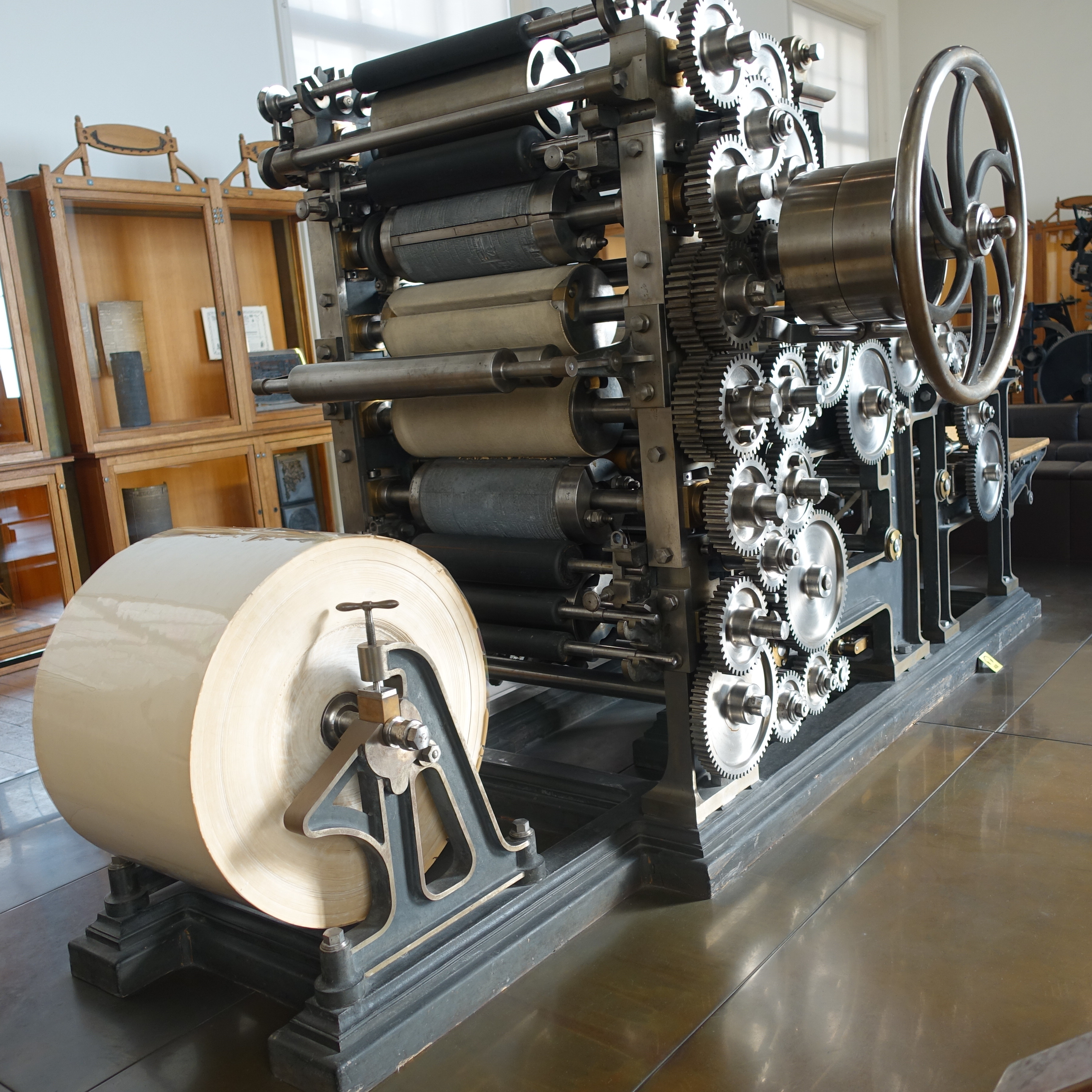
Bovina de papel en una rotativa

Los papeles para escribir e imprimir son tipos de papel utilizados en la producción de periódicos, revistas, catálogos, libros, cuadernos, impresos comerciales, formularios de negocios, material de papelería, fotocopiado y la impresión digital. Alrededor de 1/3 del total de pulpa y papel (en 2000) era papel para imprimir y escribir. La pulpa o fibra utilizada en los papeles de impresión y escritura se extrae de la madera mediante un proceso químico o mecánico.

## Estándares de papel
El ISO 216:2007 es el estándar internacional actual para los formato de papel, incluidos los papeles para escribir y algunos tipos de papeles para imprimir. Este estándar describe los tamaños de papel bajo lo que ISO llama los formatos de las series A, B y C.
No todos los países siguen la norma ISO 216. América del Norte, por ejemplo, utiliza determinados términos para describir los tamaños de papel, como Carta, Legal, Junior Legal y Ledger o Tabloide.
| Tamaño         | Ancho x Alto (mm) | Ancho x Alto (in) | Proporción |
| -------------- | ----------------- | ----------------- | ---------- |
| Half Letter    | 140 x 216 mm      | 5.5 x 8.5 in      | 1:1.5455   |
| Letter         | 216 x 279 mm      | 8.5 x 11.0 in     | 1:1.2941   |
| Legal          | 216 x 356 mm      | 8.5 x 14.0 in     | 1:1.6471   |
| Junior Legal   | 127 x 203 mm      | 5.0 x 8.0 in      | 1:1.6000   |
| Ledger/Tabloid | 279 x 432 mm      | 11.0 x 17.0 in    | 1:1.5455   |

La mayoría de los tipos de papeles de impresión tampoco siguen los estándares ISO, pero tienen características que cumplen con los principales estándares de la industria. Estos incluyen, entre otros, adhesión de tinta, sensibilidad a la luz, grado de impermeabilidad, compatibilidad con el sobrelaminado térmico o PSA y acabado brillante o mate.
Además, el Instituto Nacional Estadounidense de Estándares o ANSI también definió una serie de tamaños de papel, siendo el tamaño A el más pequeño y el E el más grande. Estos tamaños de papel tienen relaciones de aspecto de 1:1,2941 y 1:1,5455.
| Tamaño ANSI | Ancho x Alto (mm) | Ancho x Alto (in) | Proporción | Tamaño ISO más parecido |
| ----------- | ----------------- | ----------------- | ---------- | ----------------------- |
| A           | 216 x 279 mm      | 8.5 x 11.0 in     | 1:1.2941   | A4                      |
| B           | 279 x 432 mm      | 11.0 x 17.0 in    | 1:1.5455   | A3                      |
| C           | 432 x 559 mm      | 17.0 x 22.0 in    | 1:1.2941   | A2                      |
| D           | 559 x 864 mm      | 22.0 x 34.0 in    | 1:1.5455   | A1                      |
| E           | 864 x 1118 mm     | 34.0 x 44.0 in    | 1:1.2941   | A0                      |

### Vietnam
| Especificación            | MD/CD | Unidad     | Nivel A | Nivel B | Método         |
| ------------------------- | ----- | ---------- | ------- | ------- | -------------- |
| Sustancia                 |       | gsm        | 80-120  | 60-80   | TCVN 1270:2000 |
| Durabilidad ≥             |       | mN.m2/g    |         |         | TCVN 3229:2000 |
|                           | MD    |            | 5.7     | 4.1     |                |
|                           | CD    |            |         |         |                |
| Tensión de rotura ≥       |       | m          |         |         | TCVN 1862:2000 |
|                           | MD    |            | 3800    | 3200    |                |
|                           | CD    |            | 2200    | 1800    |                |
| Absorción de agua Cobb 60 |       | g/m2       | 23      | 23      | TCVN 6726:2000 |
| Brillo ISO ≥              |       | %          | 78      | 70      | TCVN 1865:2000 |
| Opacidad ≥                |       | %          | 85      | 85      | TCVN 6728:2000 |
| Rugosidad Plegabilidad ≥  |       | ml/ minuto | 280     | 400     | TCVN 3226:2001 |
| Contenido de ceniza ≥     |       | %          | 3       | 3       | TCVN 1864:2001 |
| Contenido de humedad      |       | %          | 7±1     | 7±1     | TCVN 1867:2001 |

## Tipos
- Papel fino
- Papel recubierto
- Papel prensa

## Historia
El origen de la historia del papel a menudo se vincula con la dinastía Han (25-220 d. C.), cuando Cai Lun, un inventor y funcionario de la corte china, fabricó hojas de papel utilizando "corteza de árboles, restos de cáñamo, trapos de tela y redes de pesca". El método de fabricación de papel de Cai Lun recibió elogios durante su tiempo al convertirse en una alternativa mucho más práctica que la escritura en tablillas de seda o bambú, que eran los materiales tradicionales en la escritura china antigua.
Por otro lado, la evidencia arqueológica respalda que el antiguo ejército chino había usado papel más de cien años antes de la contribución de Cai Lun y que los mapas de principios del siglo II a. C. también se hicieron con papel. Con esto, parece que lo que logró Cai Lun no fue un invento en sí, sino una mejora en el proceso de fabricación del papel. Hoy en día, incluso con la presencia de herramientas y máquinas modernas para la fabricación de papel, la mayoría de los procesos aún involucran los pasos tradicionales que empleó Cai Lun, a saber, el proceso de remojar las láminas de fibra afieltrada en agua, drenar el agua y luego secar la fibra en láminas delgadas.
En 1690, William Rittenhouse estableció la primera fábrica de papel en América. La fábrica se convirtió en el mayor fabricante de papel de Estados Unidos durante más de cien años hasta que surgieron otras fábricas de papel, incluida la fábrica de papel de William Bradford, que suministraba papel a la New York Gazette.